# Луций Эмилий Мамерцин (консул)
Луций Эмилий Мамерцин (лат. Lucius Aemilius Mamercinus; V—IV века до н. э.) — римский политический деятель из патрицианского рода Эмилиев, консул 366 и 363 годов до н. э.

## Биография
В 368 году до н. э., когда сенат назначил Марка Фурия Камилла диктатором для противодействия законодательной инициативе о допуске плебеев к консулату, Луций Эмилий стал начальником конницы. Вскоре ему пришлось сложить свои полномочия вслед за Марком Фурием, потерпевшим полную неудачу.
В следующем году сенат уступил народным трибунам и состоялись первые за долгое время консульские выборы, на которых из плебеев был выбран экс-трибун Луций Секстий Латеран, а из патрициев — Луций Эмилий Мамерцин. Во время этого консульства (366 год до н. э.) сенат намеренно минимизировал государственную деятельность, чтобы не дать действовать консулу-плебею; по словам Тита Ливия, «всё замалчивалось и царила праздность, словно при закрытых судах».
Во время второго консульства Луция Эмилия (363 год до н. э.) его коллегой был плебей Гней Генуций Авентинский. Снова ничего не происходило из-за эпидемии чумы; в рамках борьбы с ней назначили диктатора, чтобы тот вбил гвоздь.
В 355 году до н. э. Луций Эмилий был интеррексом — шестым из восьми, сменявших друг друга.